# 2019年太平洋颶風季
2019年太平洋颶風季是每年一度全球熱帶氣旋產生週期的一部分。東太平洋颶風季從2019年5月15日開始；而中太平洋颶風季從2019年6月開始。本條目的範圍僅侷限於赤道以北及國際換日線以東的太平洋，於赤道以北及國際換日線以西的太平洋水域產生的風暴則被稱為颱風，並被列入2019年太平洋颱風季。在東、中太平洋產生的熱帶風暴分別是由美國國家颶風中心（英語：NHC）及中太平洋颶風中心（英語：CPHC）命名，國際編號分別為xxE或xxC。更多關於東、中太平洋的颶風，請參見太平洋颶風季。
2019年太平洋颶風季第一個氣旋生成於2019年6月26日的颶風阿爾文（Alvin）。以下各熱帶氣旋資訊以熱帶氣旋存在期間的最強形態為準。

## 已被國際命名的熱帶氣旋

### 颶風阿爾文（Alvin）
6月23日晚間，一個熱帶擾動形成，美國海軍研究實驗室給予擾動編號93E。
6月26日凌晨，國家颶風中心將其升格為熱帶低氣壓，給予編號01E。晚間8時，國家颶風中心將其升格為熱帶風暴，並命名為“阿爾文”（Alvin）。
6月28上午，國家颶風中心將其升格為一級颶風。下午國家颶風中心將其降格為熱帶風暴。
6月29日下午，國家颶風中心將其降格為熱帶低氣壓。晚間，國家颶風中心將其降格為低氣壓。

### 颶風芭芭拉（Barbara）
6月28日晚間，一個熱帶擾動形成，美國海軍研究實驗室給予擾動編號94E。
6月30日晚間，國家颶風中心將其升格為熱帶風暴，並命名“芭芭拉”（Barbara）。
7月2日凌晨，國家颶風中心將其升格為一級颶風。上午，國家颶風中心將其升格為二級颶風。晚間，國家颶風中心將其升格為四級颶風。
7月4日下午，國家颶風中心將其降格為三級颶風。
7月5日凌晨，國家颶風中心將其降格為二級颶風。下午，國家颶風中心將其降格為一級颶風。晚間，國家颶風中心將其降格為熱帶風暴。
7月6日晚間，國家颶風中心將其降格為熱帶性低氣壓。
7月7日凌晨，國家颶風中心將其降格為低氣壓。

### 熱帶風暴科斯梅（Cosme）
7月3日晚間，一個熱帶擾動形成，美國海軍研究實驗室給予擾動編號95E。
7月6日晚間，國家颶風中心將其升格為熱帶風暴，並命名“科斯梅”（Cosme）。
7月8日上午，國家颶風中心將其降格為熱帶性低氣壓。
7月9日凌晨，國家颶風中心將其降格為低氣壓。

### 熱帶風暴達利拉（Dalila）
7月15日晚間，一個熱帶擾動形成，美國海軍研究實驗室給予擾動編號97E。
7月22日下午，國家颶風中心將其升格為熱帶低氣壓，給予編號05E。
7月23日下午，國家颶風中心將其升格為熱帶風暴，並命名“達利拉”（Dalila）。
7月24日下午，國家颶風中心將其降格為熱帶性低氣壓。
7月25日晚間，國家颶風中心將其降格為低氣壓。

### 颶風埃里克（Erick）
7月26日晚間，一個熱帶擾動形成，美國海軍研究實驗室給予擾動編號99E。
7月27日晚間，國家颶風中心將其升格為熱帶低氣壓，給予編號06E。
7月28日凌晨，國家颶風中心將其升格為熱帶風暴，並命名“埃里克”（Erick）。
7月30日上午，國家颶風中心將其升格為一級颶風。下午，國家颶風中心認為埃里克已進入中北太平洋，交由中太平洋颶風中心對此颶風發報。晚間，中太平洋颶風中心將其升格為三級颶風。
7月31日凌晨，中太平洋颶風中心將其升格為四級颶風。晚間，中太平洋颶風中心將其降格為三級颶風。
8月1日上午，中太平洋颶風中心將其降格為二級颶風。下午，中太平洋颶風中心將其降格為一級颶風。
8月2日上午，中太平洋颶風中心將其降格為熱帶風暴。
8月4日上午，中太平洋颶風中心將其降格為熱帶低氣壓。
8月5日上午，中太平洋颶風中心將其降格為低氣壓。

### 颶風弗洛茜（Flossie）
7月26日晚間，一個熱帶擾動形成，美國海軍研究實驗室給予擾動編號96E。
7月28日晚間，國家颶風中心將其升格為熱帶低氣壓，給予編號07E。
7月29日下午，國家颶風中心將其升格為熱帶風暴，並命名“弗洛茜”（Flossie）。
7月31日凌晨，國家颶風中心將其升格為一級颶風。
8月1日凌晨，國家颶風中心將其降格為熱帶風暴。
8月3日上午，國家颶風中心認為弗洛西已進入中北太平洋，交由中太平洋颶風中心對此熱帶風暴發報。
8月5日上午，中太平洋颶風中心將其降格為熱帶低氣壓。
8月6日上午，中太平洋颶風中心將其降格為低氣壓。

### 熱帶風暴吉爾（Gil）
8月2日凌晨，一個熱帶擾動形成，美國海軍研究實驗室給予擾動編號91E。
8月3日晚間，國家颶風中心將其升格為熱帶低氣壓，給予編號08E。
8月4日凌晨，國家颶風中心將其升格為熱帶風暴，並命名“吉爾”（Gil）。下午，國家颶風中心將其降格為熱帶低氣壓。
8月5日上午，國家颶風中心將其降格為低氣壓。

### 熱帶風暴亨麗埃特（Henriette）
8月9日晚間，一個熱帶擾動形成，美國海軍研究實驗室給予擾動編號92E。
8月12日上午，國家颶風中心將其升格為熱帶低氣壓，給予編號09E。下午，國家颶風中心將其升格為熱帶風暴，並命名“亨麗埃特”（Henriette）。
8月13日下午，國家颶風中心將其降格為熱帶低氣壓。晚間，國家颶風中心將其降格為低氣壓。

### 熱帶風暴伊沃（Ivo）
8月16日晚間，一個熱帶擾動形成，美國海軍研究實驗室給予擾動編號95E。
8月21日晚間，國家颶風中心將其升格為熱帶低氣壓，給予編號10E。
8月22日凌晨，國家颶風中心將其升格為熱帶風暴，並命名「伊沃」（Ivo）。
8月25日下午，國家颶風中心將其降格為熱帶低氣壓。

### 颶風茱麗葉（Juliette）
8月31日下午，一個熱帶擾動形成，美國海軍研究實驗室給予擾動編號98E。
9月1日下午，國家颶風中心將其升格為熱帶風暴，並命名「茱麗葉」（Juliette）。
9月3日凌晨，國家颶風中心將其升格為一級颶風。上午，國家颶風中心將其升格為三級颶風。

### 熱帶風暴阿科尼（Akoni）
9月4日晚間，一個熱帶擾動形成，美國海軍研究實驗室給予擾動編號99E，不久後，國家颶風中心對其發布熱帶氣旋形成警報，更於30分鐘後將其升格為熱帶低氣壓，給予熱帶氣旋編號12E。當晚，12E進入中太平洋海域，因此改由中太平洋颶風中心接續發報。
9月6日上午5時，中太平洋颶風中心將其升格為熱帶風暴，並命名「阿科尼」（Akoni）。同日晚間8時，中太平洋颶風中心將其降格為熱帶低氣壓。

### 颶風基科（Kiko）
9月10日下午，一個熱帶擾動形成，美國海軍研究實驗室給予擾動編號90E。
9月12日晚間，國家颶風中心將其升格為熱帶低氣壓，給予編號13E。
9月13日凌晨，國家颶風中心將其升格為熱帶風暴，並命名「基科」（Kiko）。
9月15日凌晨，國家颶風中心將其升格為一級颶風。上午，國家颶風中心將其升格為二級颶風。下午，國家颶風中心將其升格為三級颶風。晚間，國家颶風中心將其升格為四級颶風。
9月16日上午，國家颶風中心將其降格為三級颶風。晚間，國家颶風中心將其降格為二級颶風。
9月17日上午，國家颶風中心將其降格為一級颶風。
9月18日凌晨，國家颶風中心將其降格為熱帶風暴。
9月25日上午，中太平洋颶風中心將其降格為低氣壓。

### 颶風洛雷娜（Lorena）
9月16日晚間，一個熱帶擾動形成，美國海軍研究實驗室給予擾動編號92E。
9月17日晚間，國家颶風中心將其升格為熱帶風暴，並命名「洛雷娜」（Lorena）。
9月19日上午，國家颶風中心將其升格為一級颶風。晚間，國家颶風中心將其降格為熱帶風暴。
9月20日下午，國家颶風中心將其再度升格為一級颶風。
9月22日凌晨，國家颶風中心將其再度降格為熱帶風暴。下午，國家颶風中心將其降格為熱帶低氣壓。晚間，國家颶風中心將其降格為低氣壓。

### 熱帶風暴馬里奧（Mario）
9月16日下午，一個熱帶擾動形成，美國海軍研究實驗室給予擾動編號91E。
9月17日晚間，國家颶風中心將其升格為熱帶低氣壓，給予編號14E。
9月18日凌晨，國家颶風中心將其升格為熱帶風暴，並命名「馬里奧」（Mario）。
9月22日下午，國家颶風中心將其降格為熱帶低氣壓。
9月24日凌晨，國家颶風中心將其降格為熱帶低氣壓。

### 熱帶風暴納爾達（Narda）
9月27日晚間，一個熱帶擾動形成，美國海軍研究實驗室給予擾動編號94E。
9月28日晚間，國家颶風中心判定其為一潛在熱帶氣旋，並給予熱帶氣旋編號16E。
9月29日凌晨（當地時間9月28日晚間），國家颶風中心將其升格為熱帶風暴，並命名「納爾達」（Narda）。
9月30日上午，國家颶風中心將其降格為熱帶低氣壓。晚間，國家颶風中心將其再度升格為熱帶風暴。
10月1日晚間，國家颶風中心將其再度降格為熱帶低氣壓。稍晚，將其降格為低氣壓。

### 熱帶風暴艾瑪（Ema）
10月12日傍晚，一個低壓在夏威夷西方形成，美國海軍研究實驗室給予擾動編號92C。晚間8時，中太平洋颶風中心將其評定為一熱帶低氣壓，給予熱帶氣旋編號01C，並於一小時後將其升格為熱帶風暴，命名為「艾瑪」（Ema）。
10月14日凌晨，中太平洋颶風中心將其降格為熱帶性低氣壓。下午，中太平洋颶風中心將其降格為低氣壓。

### 熱帶風暴奧克塔夫（Octave）
10月17日上午，一個熱帶擾動形成，美國海軍研究實驗室給予擾動編號96E。
10月18日凌晨，國家颶風中心將其升格為熱帶低氣壓，給予編號18E。上午，國家颶風中心將其升格為熱帶風暴，並命名「奧克塔夫」（Octave）。
10月19日下午，國家颶風中心將其降格為熱帶低氣壓。
10月20日上午，國家颶風中心將其降格為低氣壓。

### 熱帶風暴普里西拉（Priscilla）
10月19日晚間，一個熱帶擾動形成，美國海軍研究實驗室給予擾動編號90E。
10月20日下午，國家颶風中心將其升格為熱帶低氣壓，給予編號19E。晚間，國家颶風中心將其升格為熱帶風暴，並命名「普里西拉」（Priscilla）。
10月21日凌晨，國家颶風中心將其降格為熱帶低氣壓。晚間，國家颶風中心將其降格為低氣壓。

### 熱帶風暴雷蒙德（Raymond）
11月13日晚間，一個熱帶擾動形成，美國海軍研究實驗室給予擾動編號93E。
11月15日上午，國家颶風中心將其升格為熱帶低氣壓，給予編號20E。晚間8時，國家颶風中心將其升格為熱帶風暴，並命名「雷蒙德」(Raymond)。
11月17日下午，國家颶風中心將其降格為熱帶低氣壓。晚間12時，國家颶風中心將其降格為低氣壓。

## 未被國際命名的熱帶氣旋
除了被國家颶風中心和中太平洋颶風中心命名的熱帶氣旋外，還有一些沒被命名的熱帶低氣壓。以下列出那些熱帶氣旋的資料。

### 熱帶低氣壓04E
7月12日凌晨，一個熱帶擾動形成，美國海軍研究實驗室給予擾動編號96E。
7月13日凌晨，國家颶風中心將其升格為熱帶低氣壓，給予編號04E。
7月14日晚間，國家颶風中心將其降格為低氣壓。

### 潛在熱帶氣旋17E
10月14日晚間，一個熱帶擾動形成，美國海軍研究實驗室給予擾動編號98E。
10月16日上午，國家颶風中心判定其為一潛在熱帶氣旋，並給予熱帶氣旋編號17E。
10月17日凌晨，國家颶風中心將其降格為低氣壓。

### 熱帶低氣壓21E
11月15日下午，一個熱帶擾動形成，美國海軍研究實驗室給予擾動編號94E。
11月16日下午，國家颶風中心將其升格為熱帶低氣壓，給予編號21E。
11月19日上午，國家颶風中心將其降格為低氣壓。

## 風暴名稱

### 東太平洋
下面的名字將被用於於2019年在東北太平洋形成而又被命名的風暴。如果有退役名稱的話，將由世界氣象組織在2020年春天宣布。在這個名單中未退役的名字將在2025年的風季中再次使用。黑色體字表示今年已經使用過，黑色粗體名稱則表示該風暴活躍中，未使用之名字則以灰色字體表示。
| - Alvin - Barbara - Cosme - Dalila - Erick - Flossie - Gil - Henriette | - Ivo - Juliette - Kiko - Lorena - Mario - Narda - Octave - Priscilla | - Raymond - Sonia（未用） - Tico（未用） - Velma（未用） - Wallis（未用） - Xina（未用） - York（未用） - Zelda（未用） |

### 中太平洋
下列名稱將用於2019年在中太平洋形成的風暴。
| - Akoni | - Ema | - Hone（未用） | - Iona（未用） |

## 颶風季影響
以下圖表顯示了2019年太平洋颶風季的所有熱帶氣旋以及它們的登陸資料(如有)。在括號內的死亡人數屬於非直接，但仍與風暴有關的死亡。所有破壞及死亡數字都包括風暴在擾動及溫帶氣旋階段時的資料。
| 萨菲尔-辛普森飓风风力等级 |    |    |    |    |    |    |
| TD                        | TS | C1 | C2 | C3 | C4 | C5 |

| 阿爾文   | 6月26日－6月29日   | 一级飓风   | 75 (120)  | 992  | 墨西哥西部                     | 無 | 無 |       |
| 芭芭拉   | 6月30日－7月7日    | 四级飓风   | 155 (250) | 930  | 夏威夷                         | 無 | 無 |       |
| 科斯梅   | 7月6日－7月9日     | 热带风暴   | 50 (85)   | 1001 | 無                             | 無 | 無 |       |
| 04E      | 7月13日－7月14日   | 热带低气压 | 35 (55)   | 1006 | 無                             | 無 | 無 |       |
| 達利拉   | 7月22日－7月25日   | 热带风暴   | 45 (75)   | 1004 | 巴拿馬、哥斯大黎加、尼加拉瓜   | 無 | 無 |       |
| 埃里克   | 7月27日－8月5日    | 四级飓风   | 130 (215) | 952  | 夏威夷                         | 無 | 無 |       |
| 弗洛茜   | 7月28日－8月6日    | 一级飓风   | 80 (130)  | 987  | 夏威夷                         | 無 | 無 |       |
| 吉爾     | 8月3日－8月5日     | 热带风暴   | 40 (65)   | 1006 | 無                             | 無 | 無 |       |
| 亨麗埃特 | 8月12日－8月13日   | 热带风暴   | 45 (75)   | 1003 | 無                             | 無 | 無 |       |
| 伊沃     | 8月21日－8月25日   | 热带风暴   | 70 (110)  | 990  | 無                             | 無 | 無 |       |
| 茱麗葉   | 9月1日－9月8日     | 三级飓风   | 125 (205) | 953  | 墨西哥西南部、下加利福尼亞半島 | 無 | 無 |       |
| 阿科尼   | 9月4日－9月7日     | 热带风暴   | 40 (65)   | 1004 | 無                             | 無 | 無 |       |
| 基科     | 9月12日－9月25日   | 四级飓风   | 130 (215) | 950  | 無                             | 無 | 無 |       |
| 馬里奧   | 9月17日－9月24日   | 热带风暴   | 70 (110)  | 991  | 無                             | 無 | 無 |       |
| 洛雷娜   | 9月17日－9月22日   | 一级飓风   | 85 (140)  | 986  | 墨西哥、下加利福尼亞半島       | 無 | 1  | [ 2 ] |
| 納爾達   | 9月28日－10月1日   | 热带风暴   | 50 (85)   | 997  | 墨西哥                         | 無 | 2  |       |
| 艾瑪     | 10月12日－10月14日 | 热带风暴   | 50 (85)   | 1003 | 無                             | 無 | 無 |       |
| 17E      | 10月16日－10月17日 | 热带低气压 | 35 (55)   | 1005 | 無                             | 無 | 無 |       |
| 奧克塔夫 | 10月18日－10月20日 | 热带风暴   | 45 (75)   | 1006 | 無                             | 無 | 無 |       |
| 普里西拉 | 10月20日－10月21日 | 热带风暴   | 45 (75)   | 1003 | 無                             | 無 | 無 |       |
| 雷蒙德   | 11月15日－11月17日 | 热带风暴   | 50 (85)   | 1001 | 無                             | 無 | 無 |       |
| 21E      | 11月15日－11月19日 | 热带低气压 | 35 (55)   | 1006 | 無                             | 無 | 無 |       |
| 季节总结 |                    |            |           |      |                                |    |    |       |
| 22个气旋 | 7月6日－活11月19日 |            | 155 (250) | 930  |                                | 0  | 3  |       |

## 內部連結
- 2019年太平洋颱風季
- 2019年北印度洋氣旋季
- 2019年大西洋颶風季
- 2018－2019年西南印度洋熱帶氣旋季
- 2018－2019年澳洲地區熱帶氣旋季
- 2018－2019年南太平洋熱帶氣旋季
- 2019－2020年西南印度洋熱帶氣旋季
- 2019－2020年澳洲地區熱帶氣旋季
- 2019－2020年南太平洋熱帶氣旋季

## 外部連結
- 美國國家颶風中心（页面存档备份，存于）
- 美國中太平洋颶風中心（页面存档备份，存于）
- 美國海軍實驗室（页面存档备份，存于）
- ACE（页面存档备份，存于）